# 田邦傑
田邦傑（？年—？年），字世英，福建福州府侯官縣人。明朝政治人物，正德甲戌進士。

## 生平
正德八年（1513年）癸酉科福建鄉試舉人，正德九年（1514年）聯捷甲戌科進士。官至雲南府知府。